# 川端 (福岡市)
川端町（、ローマ字表記: Kawabatamachi）とは福岡県福岡市博多区の博多川右岸にある地名。福岡市地下鉄空港線中洲川端駅が出来たため、川端一帯を漠然と指す地名となった。現行の行政地名は、上川端町（、ローマ字表記: Kami-kawabatamachi）と下川端町（、ローマ字表記: Shimo-kawabatamachi）（共に住居表示実施済）。面積は上川端町が9.80ヘクタール、下川端町が5.27ヘクタール、合計が15.06ヘクタール。2023年3月末現在の人口は上川端町が492人、下川端町が224人、合計が716人。郵便番号は上川端町が812-0026、下川端町が812-0027。

## 上川端町

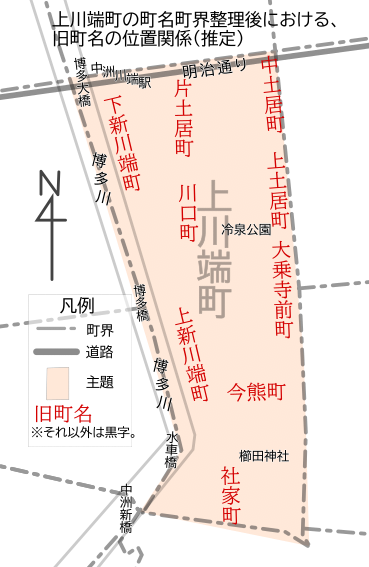
上川端町の町名町界整理後における、旧町名の位置関係（推定）。（SVG形式のファイルへのリンク）

中洲地区

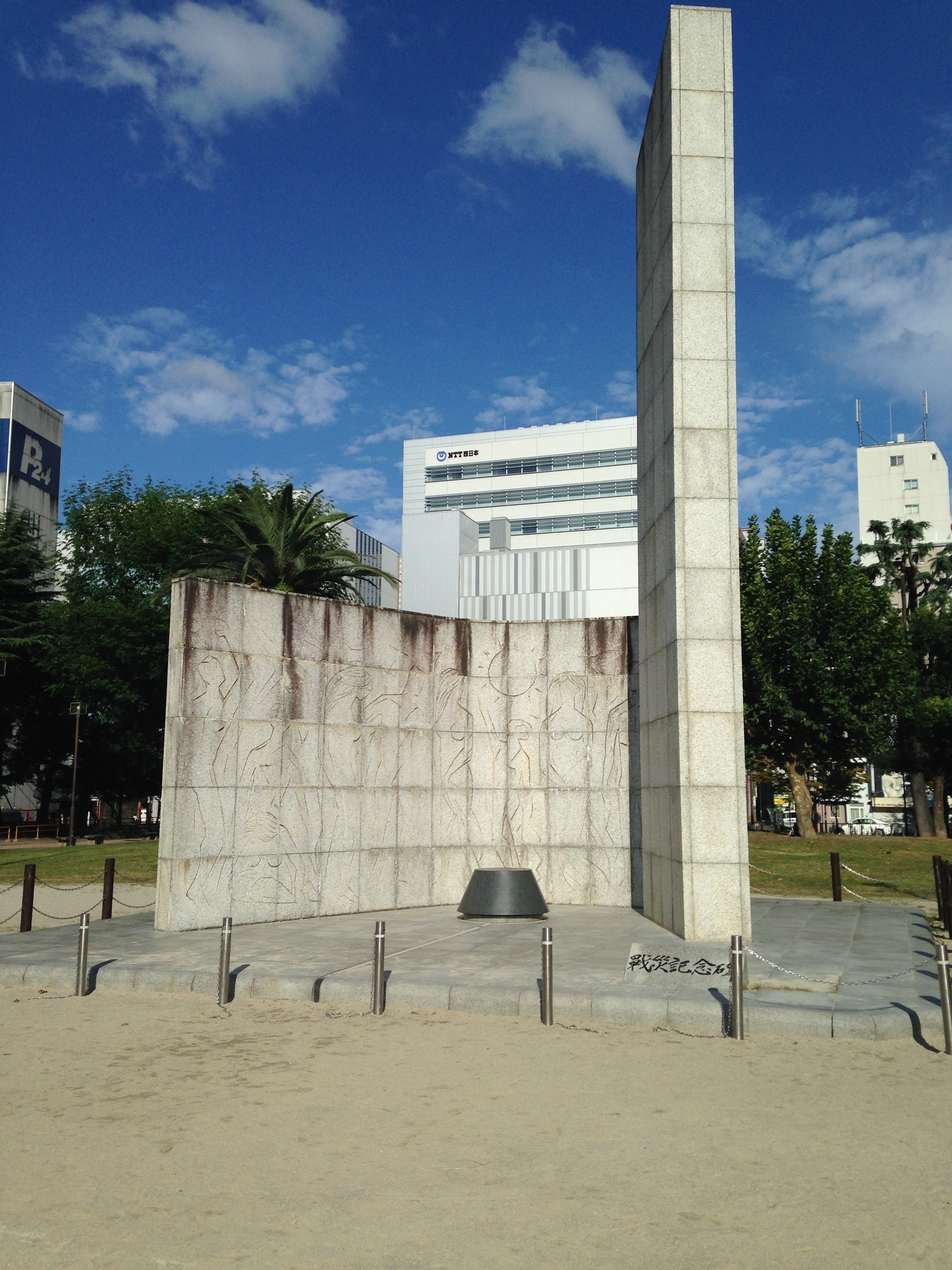
冷泉公園の戦災記念碑

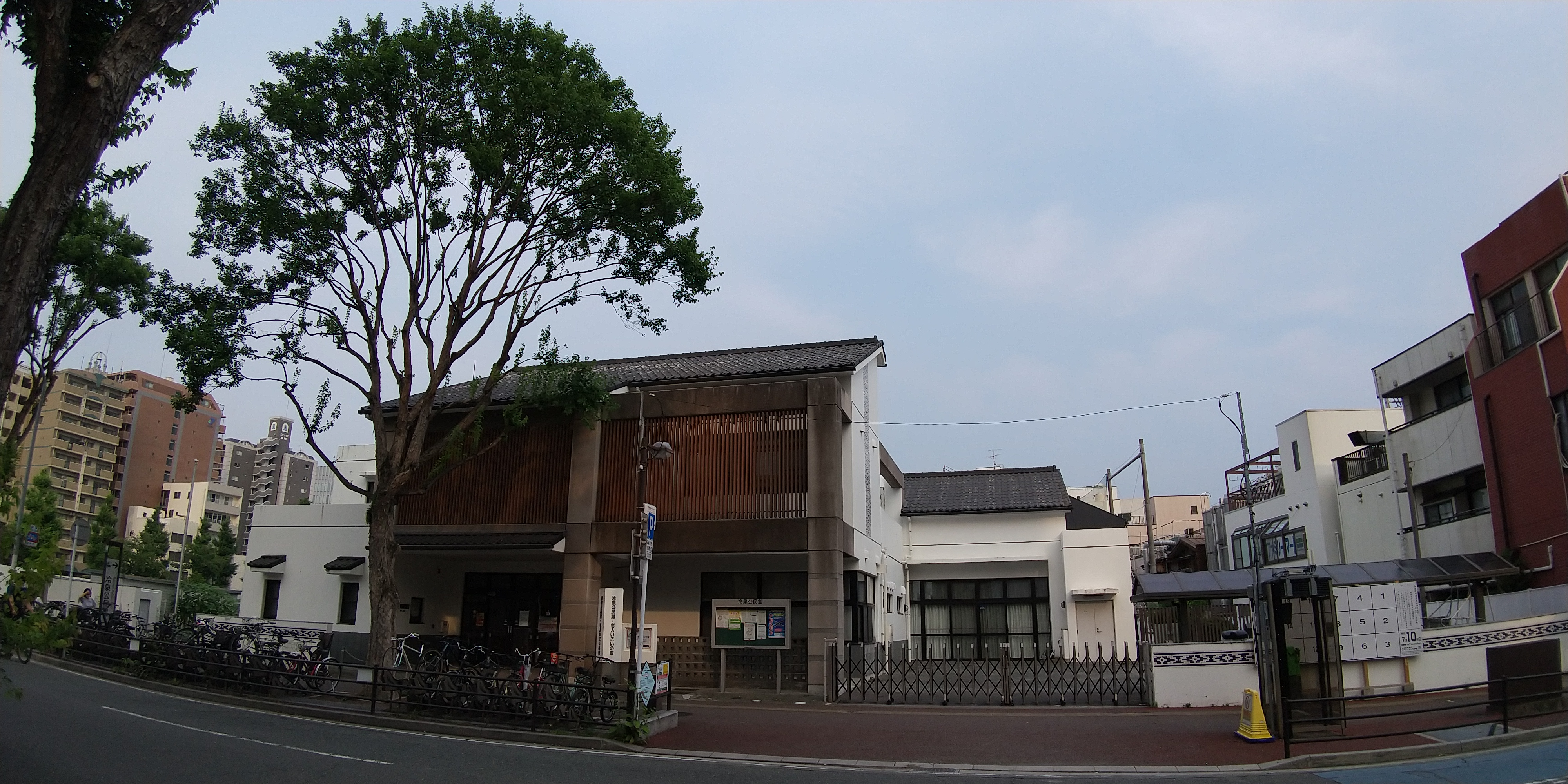
冷泉公民館（上川端町）

上川端町は、国体道路（国道202号）と明治通りに挟まれた区画。1966年（昭和41年）の町名町界整理までは、上新川端町、川口町、片土居町、中土居町、上土居町、大乗寺前町（以上土居流）、下新川端町（大黒流）、今熊町（櫛田流）、社家町（岡流）であった。川端通商店街があり賑わう。商店やオフィスが多く、冷泉公園北側には専門学校もあり、公園の昼時はサラリーマンや学生が利用する姿が見られる。

### 主な施設
- 櫛田神社
- 冷泉公民館 - 所在地は上川端町6-25。旧冷泉小学校[注釈 2]の敷地内。
- 博多遺跡 - 博多遺跡群の1つ。上川端町6番（地番では97番1）の旧冷泉小学校敷地の再開発に伴う発掘調査で検出された中世の石積護岸の遺構（港湾施設）。2023年（令和5年）10月以降に国の史跡指定が見込まれている[7]。
- 冷泉公園 - 福岡大空襲犠牲者の追悼碑が建つ。
- 川端通商店街 - 400メートルに100店舗ほどが並ぶ。
  - ふくぎん博多ビル
  - はせがわビル（福岡本社、福岡本店、はかたはせがわミュージアム）
- 資格の大原福岡校
- 冷泉閣ホテル川端店
- リノベーションミュージアム冷泉荘

## 下川端町

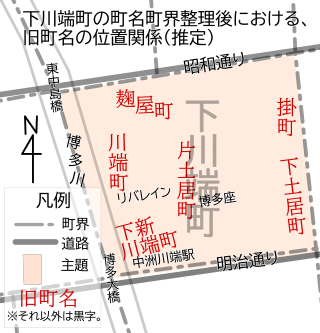
下川端町の町名町界整理後における、旧町名の位置関係（推定）。（SVG形式のファイルへのリンク）

下川端町は、明治通りと昭和通りに挟まれた区画。町名町界改変までは、川端町、下新川端町、麹屋町(近年山笠では麹屋番という呼称を使用)、掛町（以上大黒流）、行町、片土居町、下土居町（以上土居流）であった。
かつて下川端町には下川端商店街・川端商店街・寿通商店街があり、昭和30年代から40年代には博多の商業の中心として繁栄した。福岡銀行・西日本相互銀行の本店も川端地区に存在した。
1999年（平成11年）、下川端地区再開発事業によって博多リバレインが建設され、以前の面影はない。博多リバレイン敷地内の博多川沿いに鏡天満宮がある。

### 主な施設
- 博多リバレイン
  - 博多リバレインモール by TAKASHIMAYA
  - ホテルオークラ福岡
  - 博多座
  - 福岡アジア美術館
  - NHK文化センター福岡
  - 鏡天満宮
- 福岡動物病院看護士学院

## 人口
上川端町及び下川端町の人口の推移を福岡市の住民基本台帳（公称町別）に基づき示す（単位：人）。集計時点は各年9月末現在である。

### 上川端町
- 2001年（平成13年）：597
- 2002年（平成14年）：587
- 2003年（平成15年）：608
- 2004年（平成16年）：592
- 2005年（平成17年）：613
- 2006年（平成18年）：614
- 2007年（平成19年）：626
- 2008年（平成20年）：598
- 2009年（平成21年）：592
- 2010年（平成22年）：590
- 2011年（平成23年）：596
- 2012年（平成24年）：603
- 2013年（平成25年）：598
- 2014年（平成26年）：581
- 2015年（平成27年）：586
- 2016年（平成28年）：577
- 2017年（平成29年）：564
- 2018年（平成30年）：568
- 2019年（令和元年）：549
- 2020年（令和2年）：530
- 2021年（令和3年）：501
- 2022年（令和4年）：496

### 下川端町
- 2001年（平成13年）：152
- 2002年（平成14年）：155
- 2003年（平成15年）：151
- 2004年（平成16年）：150
- 2005年（平成17年）：166
- 2006年（平成18年）：153
- 2007年（平成19年）：150
- 2008年（平成20年）：137
- 2009年（平成21年）：141
- 2010年（平成22年）：222
- 2011年（平成23年）：241
- 2012年（平成24年）：249
- 2013年（平成25年）：245
- 2014年（平成26年）：231
- 2015年（平成27年）：219
- 2016年（平成28年）：217
- 2017年（平成29年）：235
- 2018年（平成30年）：220
- 2019年（令和元年）：215
- 2020年（令和2年）：229
- 2021年（令和3年）：224
- 2022年（令和4年）：221

## 交通

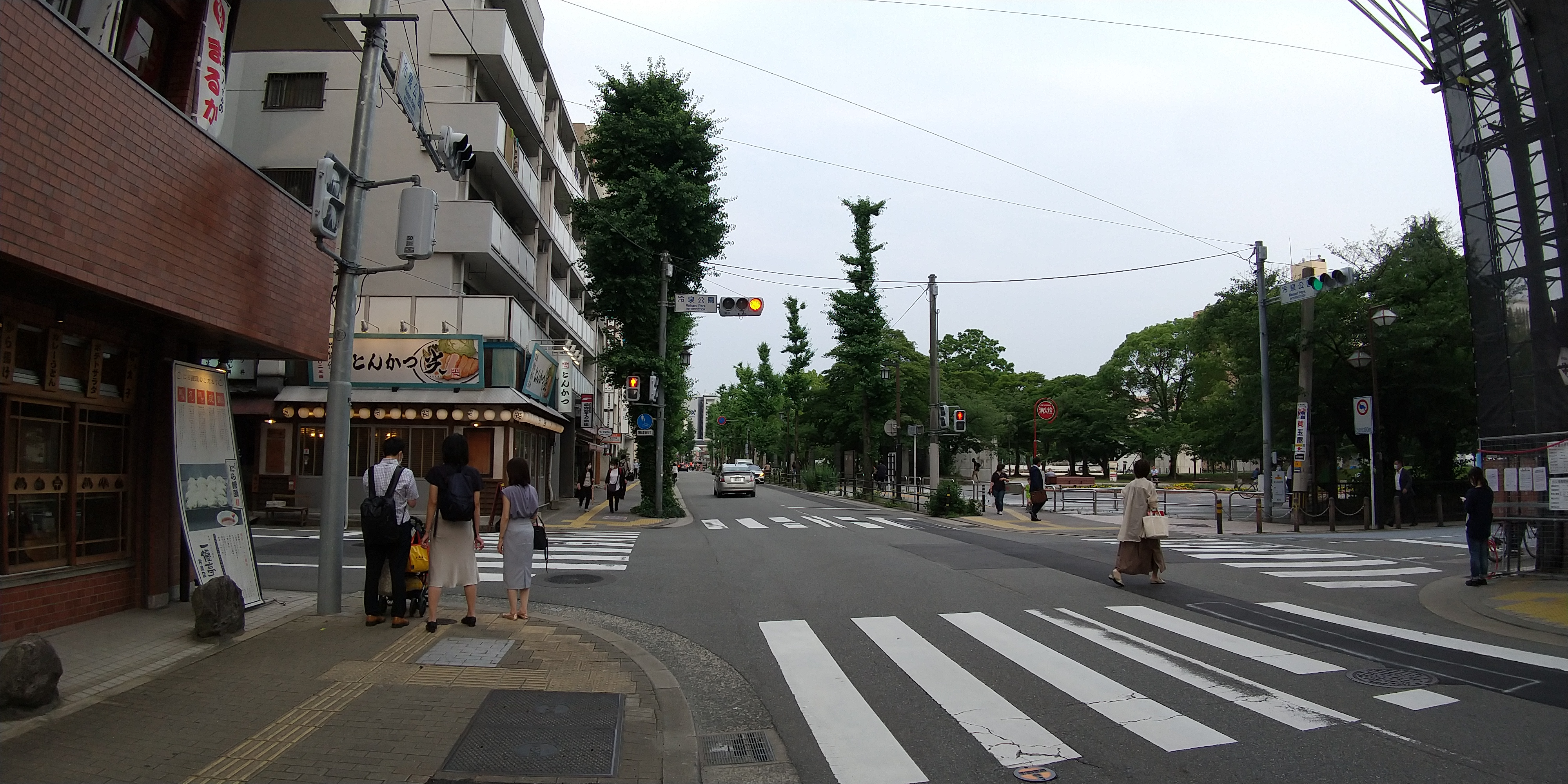
土居通り

### 鉄道
鉄道については、福岡市交通局が運営する地下鉄が地区の北側に通っており、川端と中洲にまたがる位置に次の駅がある。
- 福岡市地下鉄空港線・箱崎線：中洲川端駅[注釈 3]

### バス
バスについては、西日本鉄道株式会社が運営するバスが運行しており、次の停留所がある。
- 川端町・博多座前（明治通り）
- キャナルシティ博多前（国道202号）
- 博多五町（昭和通り）

### 道路
主な幹線道路は次の通り。
- 国道202号（国体道路）
- 堅粕西新1号線
- 千代今宿線（明治通り）
- 博多姪浜線（昭和通り）
- 店屋町318号線（土井通り、博多通り）
- 上川端町319号線（冷泉公園通り）
- 上川端町322号線（川端通商店街）
- 上川端町323号線（冷泉通り）
- 上川端町326号線（川端通商店街）
- 上川端町327号線（川端通商店街）
- 上川端町328号線（櫛田通り）
- 上川端町330号線
- 綱場町409号線（土井通り）

## 出身・ゆかりのある人物
- 中牟田喜兵衛（呉服商） - 岩田屋専務取締役[8]。共栄土地建物取締役[8]。住所が麹屋町[8]。岩田屋創業家の入り婿で2代目喜兵衛として家督を継ぎ、麹屋町に岩田屋初の支店を開業した。
- 中牟田久兵衛（毛綿麻織物商） - 福岡県多額納税者[8]。岩田屋取締役[8]。住所が麹屋町[8]。上記喜兵衛の甥で、喜兵衛から岩田屋麹屋町店を任された初代久兵衛の長女・トキの婿となり、家督を継ぎ2代目久兵衛を襲名した。
- 中牟田喜久雄（貸家業） - 住所が麹屋町[8]。2代目久兵衛の長男。岩久株式会社社長・会長を務めた。その長男・中牟田久敬（岩久興産会長）は、日本のアイビールック指南書『トラディショナルファッション』(婦人画報社、1981年)の著者としても知られ、輸入服販売のデスモンド・インターナショナルを経営していた。[9][10][11][12]